# Ferdinand von Grabowski
Friedrich Wilhelm Ferdinand von Grabowski (* 10. März 1787 in Bromberg; † 10. November 1861 in Bonn) war ein preußischer Generalleutnant und Kommandant der Festung Wesel.

## Leben

### Herkunft
Ferdinand war der Sohn des Kriegs- und Domänenrates von Bromberg Johann Karl von Grabowski und dessen Ehefrau Ernstine Dorothea Elisabeth, geborene von Pirch.

### Militärkarriere
Grabowski besuchte zunächst das Kadettenhaus in Kulm und wurde am 18. Dezember 1800 als Gefreitenkorporal im Infanterieregiment „von Borcke“ der Preußischen Armee angestellt. Dort avancierte er bis November 1803 zum Fähnrich. Während des Vierten Koalitionskrieges geriet er in der Schlacht bei Jena in Gefangenschaft und wurde inaktiv gestellt.
Nach dem Frieden von Tilsit wurde Grabowski am 20. Januar 1808 als Sekondeleutnant der Infanterie wieder angestellt und zur Dienstleistung beim Generalgouvernement in Pommern kommandiert. Am 16. Dezember 1812 wurde er zum Premierleutnant befördert und dem 1. Pommerischen Infanterie-Regiment aggregiert. Am 6. Februar 1813 wurde er dann Adjutant des Generals von Borstell. Während der Befreiungskriege wurde Grabowski in der Schlacht bei Dennewitz verwundet und mit dem Eisernen Kreuz II. Klasse ausgezeichnet. Am 17. August 1813 wurde er dann zum Stabskapitän befördert. Ferner kämpfte er in den Schlachten bei Großbeeren, Leipzig, Ligny und Belle Alliance sowie den Gefechten bei Dehliz, Hoyerswerda, Thießen, Hoogstraten, Lier, Sweweghem als auch bei den Belagerungen von Landrecies, Philippeville, Rocroy und Givet.
Am 5. Februar 1815 kam Grabowski als Kapitän und Adjutant in das II. Armee-Korps. Bereits am 2. Oktober 1815 wurde er für sein tapferes Verhalten bei Ligny mit Patent vom 13. Oktober 1815 zum Major befördert und als Adjutant zum mobilen Armeekorps nach Frankreich versetzt. Am 10. Dezember 1816 erhielt er den Orden des Heiligen Georg IV. Klasse. Nach dem Abzug aus Frankreich kommandierte man ihn am 3. Februar 1817 zur Dienstleistung in das Kaiser Franz-Garde-Grenadier-Regiment, am 18. Juni 1817 wurde er als Bataillonskommandeur einrangiert. Am 11. Oktober 1823 wurde Grabowski zum Direktor der Divisionsschule der 2. Garde-Division ernannt. Im Jahr 1825 wurde er mit dem Dienstkreuz ausgezeichnet. Mit seiner Beförderung zum Oberstleutnant erfolgte am 30. März 1829 die Ernennung zum Kommandeur des Garde-Schützen-Bataillons und in dieser Stellung erhielt Grabowski im gleichen Jahr den Orden der Heiligen Anna II. Klasse. Am 18. Januar 1830 wurde in den Johanniterorden aufgenommen und am 8. November 1830 als Kommandeur in das 37. Infanterie-Regiment (5. Reserve-Regiment) versetzt. In gleicher Eigenschaft war Grabowski vom 8. Juni 1831 bis zum 29. März 1838 im 19. Infanterie-Regiment tätig. Dort erfolgte zwischenzeitlich am 30. März 1832 mit Patent vom 8. April 1832 seine Beförderung zum Oberst. Anschließend wurde Grabowski als Kommandeur der 13. Infanterie-Brigade nach Münster versetzt und am 6. April 1838 dem 19. Infanterie-Regiment aggregiert. Sein Beförderung zum Generalmajor erfolgte am 30. März 1839 mit Patent vom 6. April 1839. Am 25. März 1841 wurde er zum Kommandanten der Festung Wesel ernannt und am 31. März 1846 zum Generalleutnant befördert. Anlässlich seines 50-jährigen Dienstjubiläums verlieh ihm König Friedrich Wilhelm IV. am 30. November 1850 den Roten Adlerorden I. Klasse mit Eichenlaub. Grabowski nahm am 1. Juli 1851 seinen Abschied mit der gesetzlichen Pension. Er starb am 10. November 1861 in Bonn und wurde auch dort beigesetzt.

### Familie
Grabowski heiratete am 4. Juni 1832 in Weißenfels Agnes Oelzen (* 28. Mai 1811; † 22. Februar 1896). Die Ehe blieb kinderlos.